# Нипон Будокан
„Нипон Будокан“ (на японски: 日本武道館 [Nippon Budōkan]; на английски: Japan Martial Arts Hall – Японска зала за бойни изкуства / Зала за бойни изкуства на Япония), по-известна само като „Будокан“, е покрита концертна и спортна зала (арена), разположена в Чийода, Токио, Япония.
Залата е построена за състезанията по джудо по време на Летните олимпийски игри през 1964 година. В нея са записани под името Live at (the) Budokan албуми на Боб Дилън, Чийп Трик, Дрийм Тиътър, Ози Озбърн и други изпълнители и групи.

## Местоположение
Разположена е в парка „Китаномару“ в центъра на Токио на 2 минути пеша от метростанцията „Куданшита“, близо до светилището „Ясукуни“. Сградата е моделирана по залата „Юмедоно“ (букв. „Зала на мечтите“) в храма Хорю-джи в Нара.
Тази осмоъгълна постройка, висока 42 метра, може да побере до 14 471 души (места на арената: 2946, седалки на първия етаж: 3199, на втория етаж: 7846, за правостоящи: 480).

## Музика
„Бийтълс“ е първата рок група, която изнася серия концерти в „Будокан“ през юни и юли 1966 г. Посрещнати са враждебно от хора, почувствали появата на западна поп група като оскверняване на бойната арена.
През юли 1973 г. японската телевизия записва концерта на „Сантана“. През 1978 г. по време на турнето Alive II Tour групата „Кис“ изнася 5 поредни концерта, всеки от който е разпродаден. Така групата подобрява както личния си рекорд за 4 напълно разпродадени концерта от предната година, така и този на „Бийтълс“.
Американските изпълнители Чийп Трик и Боб Дилън използват арената да запишат концертите си Cheap Trick at Budokan (1978) и Bob Dylan at Budokan (1979).
Концерти на живо от „Будокан“ са записали и издали следните групи и изпълнители.

### 1970-те години
- 1972 г. – Дийп Пърпъл
- 1973 г. – Юрая Хип
- 1974 г. – Карпентърс (Live at Budokan 1974)
- 1976 г. – Рейнбоу (On Stage)
- 1977 г. – Бей Сити Ролърс (Rollerworld: Live at the Budokan 1977), Даяна Рос (An Evening with Diana Ross)
- 1978 г. – Чийп Трик (Cheap Trick at Budokan)
- 1979 г. – Ерик Клептън (Just One Night), Боб Дилън (Bob Dylan at Budokan)

### 1980-те години
- 1980 г. – Садао Ватанабе (How's Everything) и Йелоу Маджик Оркестра (Live at Budokan 1980, издаден през 1993 г.)
- 1981 г. – Куинси Джоунс (Quincy Jones Live at the Budokan)
- 1982 г. – Майкъл Шенкер Груп (One Night at Budokan)
- 1983 г. – Ейша (Live at Budokan, Asia in Asia) и Дейв Грусин (Dave Grusin and the NY-LA Dream Band)
- 1985 г. – Франк Синатра (Live at the Budokan Hall, Tokyo)
- 1987 г. – Айрън Мейдън (Somewhere on Tour)

## Спорт
Макар и предимно да се използва като концертна зала, по първоначално предназначение залата е отредена за японските бойни изкуства. В нея се провеждат ежегодно международни първенства по джудо, кендо, карате, айкидо, шоринджи, кемпо, кюдо, нагината и др.
Залата е планирана да бъде домакин на състезанията по джудо по време на Олимпийските игри през 2020 година.
За почитателите на борбата в залата се провеждат мачове по кеч. Мачът между боксьорите Мохамед Али и Антонио Иноки през 1978 г. е считан за предшественик на смесените бойни изкуства.